# Sarakka
Sarakka je v sámské mytologii bohyní plodnosti, menstruace, lásky, lidské sexuality, těhotenství a porodu. Je jednou ze tří dcer první bohyně Maderakky, matky sámského kmene a patronky žen a dětí.
Po porodu by měla žena na Sarakčinu počest sníst zvláštní ovesnou kaši. Moderní sámská ženská organizace The Sarahkka založená v roce 1988 nese její jméno.
Sarakčiny sestry jsou Juksakka, Šípová akka, ochránkyně dětí, Uksakka, Dveřní akka, která formuje plod v mateřském těle a přiděluje lidem pohlaví, a Jabme-Akka, Smrtná akka, bohyně podsvětí.